# Stazione di San Cristóbal Industriale
La stazione di San Cristóbal Industriale (in spagnolo San Cristóbal Industrial, precedentemente nota come San Cristóbal) è una stazione ferroviaria situata lungo la linea Madrid-Valencia, a servizio del quartiere San Andrés, nel distretto madrileno di Villaverde.

## Movimento
Dalla stazione di Stazione di San Cristóbal Industriale transitano i treni delle linee C-3 e C-3a della rete di Cercanías di Madrid, eserciti da Renfe Operadora.

## Interscambi
Nelle vicinanze della stazione effettua fermata una linea automobilistica urbana, gestita da EMT Madrid.
- Fermata autobus